# NGC 5404
NGC 5404 – obiekt znajdujący się w gwiazdozbiorze Panny, skatalogowany przez Sidneya Coolidge’a 29 kwietnia 1859 roku jako zamglona gwiazda. Nie ma zgody w źródłach co do tego, ile gwiazd traktować za obiekt NGC 5404. Pozycja podana przez Coolidge’a, który prowadził obserwacje w Harvard College Observatory, wskazuje niemal dokładnie na północny składnik gwiazdy podwójnej, więc prawdopodobnie należałoby traktować wyłącznie tę pojedynczą gwiazdę jako obiekt NGC 5404. Drugi składnik znajduje się w odległości 23 sekund łuku. NASA/IPAC Extragalactic Database uznaje oba składniki gwiazdy podwójnej za NGC 5404. Inne źródła uznają obiekt NGC 5404 za gwiazdę potrójną, zaliczając do niego jeszcze trzeci, słabszy składnik, widoczny tuż obok.